# Lisa Küllmer
Lisa Küllmer (* 15. Juni 1993 in Frankfurt am Main) ist eine deutsche ehemalige Radrennfahrerin, die auf Bahnradsport und Straße aktiv war.

## Sportliche Laufbahn
Ab 2008 war Lisa Küllmer im Leistungsradsport aktiv und wurde Dritte der deutschen Meisterschaft im Einzelzeitfahren auf der Straße bei der Jugend. Im Jahr darauf wurde sie deutsche Junioren-Meisterin im Straßenrennen und auf der Bahn Dritte im 500-Meter-Zeitfahren. Seitdem stand sie bei deutschen Junioren-Bahnmeisterschaften regelmäßig auf dem Podium: So wurde sie 2010 jeweils Zweite in drei Disziplinen, im Zeitfahren, in der Einerverfolgung und im Punktefahren, 2011 jeweils Dritte im Zeitfahren, im Punktefahren sowie im Keirin. Im Straßenrennen der Juniorinnen bei den UCI-Straßen-Weltmeisterschaften 2011 in Kopenhagen belegte sie Platz sieben.
Seit 2012 startete Küllmer in der Eliteklasse und belegte bei den deutschen Meisterschaften Rang zwei im Scratch. 2013 wurde Lisa Küllmer für das Aufgebot des Bundes Deutscher Radfahrer bei den UEC-Bahn-Europameisterschaften 2013 in Apeldoorn nominiert, ebenso für die UCI-Bahn-Weltmeisterschaften 2014. 2017 wurde sie jeweils Meisterin im Scratch und – gemeinsam mit Christina Koep, Tatjana Paller und Gudrun Stock – in der Mannschaftsverfolgung. Im Jahr darauf wurde sie mit Anna Knauer deutsche Meisterin im Zweier-Mannschaftsfahren.

## Erfolge
2009
- Deutsche Junioren-Meisterin – Straßenrennen

2017
- Deutsche Meisterin – Scratch, Mannschaftsverfolgung (mit Christina Koep, Tatjana Paller und Gudrun Stock)

2018
- Deutsche Meisterin – Zweier-Mannschaftsfahren (mit Anna Knauer)